# Haagse Hout
Haagse Hout – jedna z ośmiu dzielnic Hagi, położona w jej północno-wschodniej części.

## Atrakcje turystyczne
- Haagse Bos – duży park w środku dzielnicy[2]
- Huis ten Bosch – zabytkowy pałac[3]

## Podział administracyjny
Haagse Hout dzieli się na następujące dzielnice:
- Benoordenhout
- Bezuidenhout
- Mariahoeve i Marlot
- Haagse Bos